# Јурок
Јурoк, чије име на каручком језику значи „низводни људи“, племе je aмеричких Индијанаца који живе у северозападном делу Калифорније близу реке Кламат и обале Тихог океана. Њихов аутоним је Олекво'л, што значи „Особе“. Данас живе у индијанском резервату Јурок. Припадници су седам различитих племена која су призната од стране државе. Хранили су се претежно бобичастим воћем и месом, највише китовим месом. Припадници племена Јурoк нису ловили китове, већ су чекали да се кит насуче на плажу или место близу воде, и затим сушили његово месо.

## Историја
Племе Јурoк је живело у селима уз реку Кламат. Нека од ових села су настала још у 14. веку. Пецали су лососе, скупљали морске рибе и љускаре, ловили дивљач и скупљали биљке. Главна валута им је била денталијумска шкољка.
Њихов први контакт са људима који нису били Индијанци се десио када су истраживачи из Шпаније ушли на њихову територију 1775. Трговци крзном и трапери из компаније Хадсонов залив су дошли 1827. Након сусрета са белим насељеницима за време златне грознице 1850, племе Јурок се суочило са болестима и масакром који је смањио њихову популацију за 75%. Године 1855, извршном одлуком је створен је Резерват за Индијанце у доњем току реке Кламат. Границе резервата су укључивале део територије где су живели староседеоци племена Јурок, као и већину њихових села. Због овога, чланови племена Јурок нису насилно протерани са своје земље. Они и данас живе у истим селима.

## Данас
Дана 24. новембра 1993, племе Јурок је усвојило устав који прецизира надлежност и територију њиховог племена. На основу Закона о насељавању територија племена Хупа и Јурок из 1988, кандидати који су испуњавали прописане услове имали су могућност да се прикључе племену Јурок. Од 3.685 људи који су испуњавали услове, 2.955 особа је изабрало да постану чланови племена Јурок. Од тога је 227 људи живело у резервату Јурок, док је већина живела у кругу од 80 километара од резервата. Племе Јурок је тренутно највећа група америчких Индијанаца у држави Калифорнија, са преко 5.000 чланова. Резерват Јурок се простире на 255 km² (25.509 хектара). Стопа сиромаштва овог племена је 80%, а 70% житеља резервата нема струју и телефон, како се наводи на вебсајту овог племена.
Риболов, лов и скупљање биљака су и даље битне активности за чланове племена. Плетење корпи и резбарење дрвета су битне уметности. Традиционално село по имену Сумег, сачињено од дашчара, направљено је 1990. године.

## Језик
Јурок је један од два алгијска језика који се говоре на подручију Калифорније. Између двадесет и сто људи данас говори језиком племена Јурок. Језик се преноси с учитеља на ученика, и путем певања.
Необична карактеристика овог језика је та што се одређене именице мењају у зависности од тога да ли се односи на једну, две или три ствари.

## Становништво
Попис становништва САД из 2000. године је показао да 4.413 чланова племена Јурок живи у Калифорнији, а 5.793 у целој држави. Резерват Јурок Индијанаца је највеће племе у Калифорнији и има скоро 6000 чланова.

## Покушаји репатријације
Укупно 217 светих артефаката је 2010. године установа Смитсонијан вратила племену Јурок након што су готово 100 година били део колекције Смитсонијана. Ово представља једну од највећих репатријација у историји америчких Индијанаца.